# Artemisia prilipkoana
Artemisia prilipkoana là một loài thực vật có hoa trong họ Cúc. Loài này được Rzazade mô tả khoa học đầu tiên năm 1955.